# کشیشتف کنیتل
کشیشتف کنیتل (لهستانی: Krzysztof Knittel؛ تلفظ لهستانی: [ˈkʂɨʂtɔf]؛ زادهٔ ۱ مهٔ ۱۹۴۷) موسیقی‌دان و آهنگساز اهل لهستان است.
او دانش‌آموختهٔ رشتهٔ آهنگسازی و مهندسی صدا در دانشگاه موسیقی شوپن در ورشو است و از شاگردان تادئوش برد بوده‌است.
از فیلم‌ها یا مجموعه‌های تلویزیونی که وی در آن‌ها نقش داشته‌است می‌توان به شیفته دوربین اشاره نمود.